# Järvsöholmarna
Järvsöholmarna este o arie protejată (arie specială de conservare — SAC, sit de importanță comunitară — SCI) din Suedia întinsă pe o suprafață de 198,1 ha, integral pe uscat.

## Localizare
Centrul sitului Järvsöholmarna este situat la coordonatele 61°40′22″N 16°10′35″E / 61.6728°N 16.1763°E.

## Înființare
Situl Järvsöholmarna a fost declarat sit de importanță comunitară în ianuarie 1998 pentru a proteja un număr necunoscut de specii din flora spontană și fauna sălbatică aflate în arealul zonei. Situl a fost protejat și ca arie specială de conservare în martie 2011.

## Biodiversitate
Situată în ecoregiunea boreală, aria protejată conține 4 habitate naturale: Pajiști fino-scandinave uscate până la mezice, bogate în specii de altitudine mică, Cursuri de apă de la nivel de câmpie la nivel montan, cu vegetație Ranunculion fluitantis și Callitricho-Batrachion, Râuri naturale fino-scandinave, Pajiști aluvionare boreale nordice.
La baza desemnării sitului se află un număr nedeclarat de specii protejate.